# Simone Origone
Simone Origone (* 8. November 1979 in Aosta) ist ein italienischer Alpin- und Geschwindigkeitsskifahrer. 
Origone war von 1995 bis 1999 im alpinen Skisport aktiv, danach wechselte er zum Speedski, wo er seit dem 5. März 2004 im Weltcup zu sehen ist. Von 2004 bis 2007, 2009 und 2010 hat er sechsmal den Gesamtweltcup in der Speed-1-Klasse gewonnen. Bei den Speedski-Weltmeisterschaften 2005, 2007, 2009, 2011 und 2013 wurde er Weltmeister in der Speed-1-Klasse. Am 3. April 2015 verbesserte er mit 252,632 km/h seinen bisherigen Weltrekord im Geschwindigkeitsskifahren von 252,454 km/h aus dem Jahr 2014.